# Lenka Benešová
Lenka Benešová (* 11. srpna 1928) byla česká a československá politička Komunistické strany Československa a poúnorová poslankyně Národního shromáždění ČSSR.

## Biografie
Ve volbách roku 1960 byla zvolena za KSČ do Národního shromáždění ČSSR za hlavní město Praha. V parlamentu setrvala až do konce funkčního období, tedy do voleb roku 1964.